# Smicroloba
Smicroloba là một chi bướm đêm thuộc họ Noctuidae.